# Koalicja rządowa

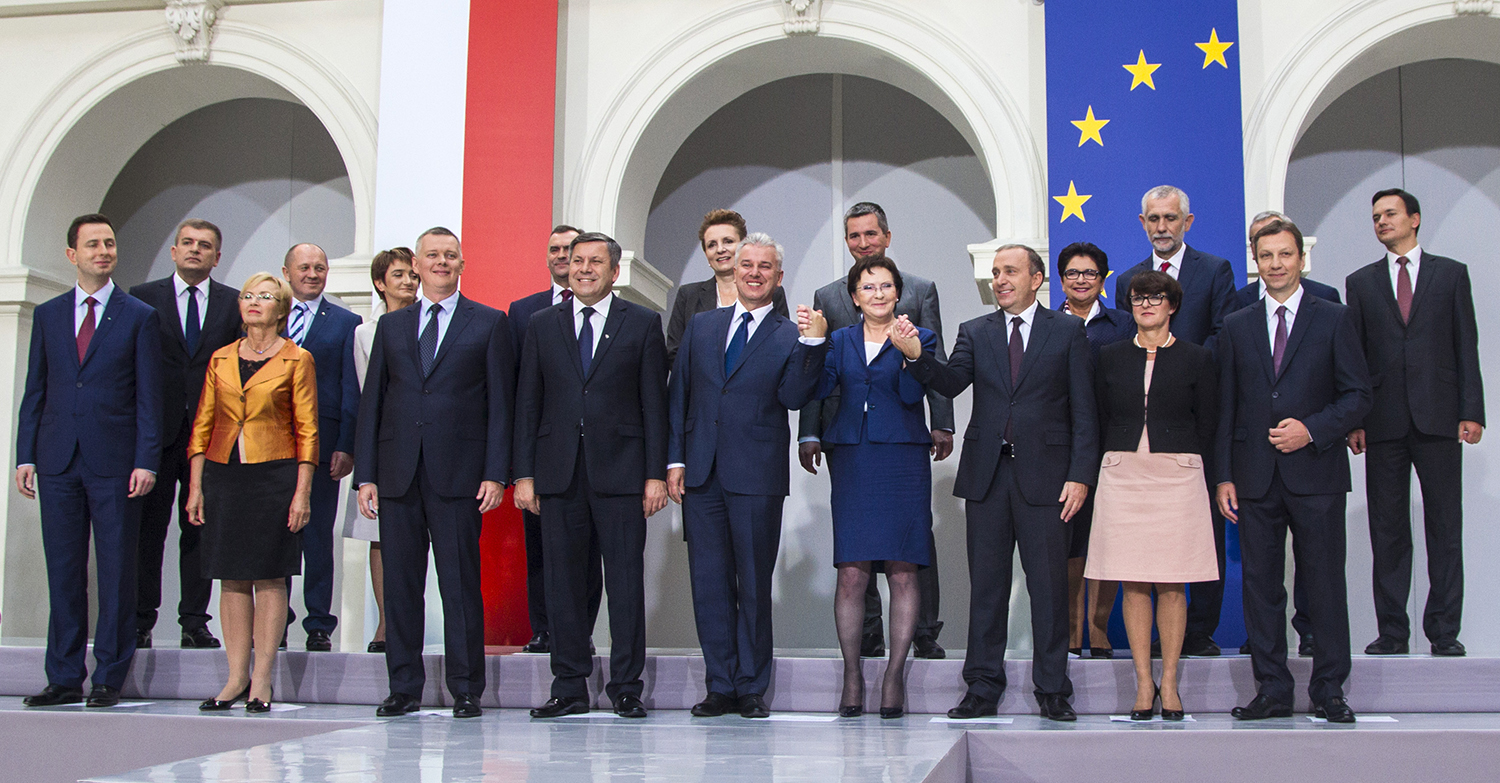
Członkowie koalicji rządowej PO-PSL, 2014

Koalicja rządowa – porozumienie partii politycznych w celu powołania wspólnego rządu. 
Rząd koalicyjny tworzony jest z reguły wówczas, gdy żadna z partii nie ma w parlamencie bezwzględnej większości czy innej liczby przedstawicieli wymaganej dla rządów, a rządy sprawowane przez rząd mniejszościowy byłyby mało stabilne. O pozycji poszczególnych partnerów koalicyjnych stanowią przede wszystkim wyniki wyborów, a także ewentualne alternatywne możliwości (współ)rządzenia lub ich brak.
W sytuacji, gdy koalicję formują najważniejsze ugrupowania, zazwyczaj w centrum sceny politycznej, zdobywając bardzo wyraźną większość głosów, mówi się o wielkiej koalicji. Przykładem wielkiej koalicji był sformowany w latach 2005–2009 oraz 2013–2021 w Niemczech wspólny rząd CDU/CSU i SPD.
W Szwajcarii tradycją polityczną jest formowanie rządu przez cztery główne ugrupowania, niezależnie od wyniku wyborów.
Przykładami koalicji w Polsce były koalicje SLD-PSL, AWS-UW, SLD-UP-PSL, PiS-Samoobrona-LPR, PO-PSL, KO–PSL–PL2050–NL.